# Brachidiniales
Brachidiniales son dinoflagelados fotosintéticos que habitan principalmente en aguas superficiales del océano. Se caracterizan por presentar el pigmento fucoxantina y por ser capaces de proyectar extensiones celulares o brazos.
Según otros autores la familia se denomina Kareniaceae, la cual se coloca en Gymnodiniales. Sin embargo, esta familia no constituiría un clado con las demás Gymnodiniales.